# サンバレス山脈
サンバレス山脈（サンバレスさんみゃく、Zambales Mountains）は、フィリピン北部ルソン島の西側沿いにある山脈で、南にカブシラン山脈へと続き、1,500m級の山々が連なる。タルラック川が山脈に並行して北へと流れている。
最高峰は標高 2,037m のタプラオ山 (Mt Papulao、別名 High Peak ) で、山脈中部の一峰ピナトゥボ山（ピナツボ山）は1991年に記録的な大噴火を起こし、広い範囲で大きな被害を出した。